# Eneagrama

Eneagramas mostrados como estelaciones secuenciales.

En geometría, un eneagrama (del griego εννέα, ennea, «nueve», y γράμμα, gramma, «trazo») es una estrella de nueve puntas. Es llamado en ocasiones nonagrama.

## Eneagrama regular
Un eneagrama regular (un polígono estrellado de nueve lados) es construido utilizando los mismos puntos que un eneágono regular pero conectado en pasos fijos. Tiene dos formas, representadas por un símbolo de Schläfli como {9/2} y {9/4}, conectando cada segundo y cuarto puntos respectivamente. 
Existe también una figura estrellada, {9/3} o 3{3}, hecha a partir de los puntos de un eneágono regular pero conectados como un compuesto de tres triángulos equiláteros. (Si los triángulos están entrelazados de manera alternada, resulta en un enlace Brunniano.) Esta figura estrellada es conocida en ocasiones como la estrella de Goliat, siendo {6/2} o 2{3} la estrella de David.
| Grafo completo K9 | Eneágono {9/1} | Polígono estrellado {9/2} | Figura estrellada 3{3} | Polígono estrellado {9/4} |

## Otras figuras de eneagramas
| La estelación final del icosaedro tiene caras de eneagrama 2-isogonales. Es un poliedro estrellado 9/4, pero los vértices no están igualmente espaciados. | El Eneagrama de la personalidad y el eneagrama del Cuarto Camino utilizan un eneagrama irregular que consiste en un triángulo y un hexagrama irregular. | La estrella de nueve puntas bahaí. |

## Uso en la cultura popular
- La banda estadounidense de nu metal Slipknot utiliza el eneagrama de la figura estrellada |9/3| como su símbolo.  Archivado el 24 de septiembre de 2015 en Wayback Machine.
- La estrella de nueve puntas puede simbolizar los nueve regalos o frutos del Espíritu Santo.[4]
- Cómo símbolo patrio de la República de Colombia y sus nueve estados fundacionales Estados Unidos de Colombia.